# Psyche (ruimtesonde)
Psyche is een ruimtesonde en missie van NASA naar de metaal-planetoïde Psyche die wordt uitgevoerd onder het Discoveryprogramma (een reeks doelgerichte wetenschappelijke ruimtemissies die veel goedkoper zijn dan NASA's traditionele ruimteprogramma's). Het onderzoek is bedacht op de Arizona State University en wordt verwezenlijkt door door het Jet Propulsion Laboratory. Psyche werd op 4 januari 2017 samen met Lucy definitief geselecteerd voor uitvoering. De lancering die eerder voor 2022 werd voorbereid moest na het ontdekken van problemen worden uitgesteld naar oktober 2023. De ruimtesonde komt naar verwachting in 2029 aan bij Psyche en zal de eerste sonde zijn die dit hemellichaam bezoekt. Naast onderzoeksinsrumenten heeft Psyche ook een experimenteel lasercommunicatiesysteem aan boord genaamd Deep Space Optical Communications (DSOC). Met DSOC zou dataoverdracht naar grondstation tien tot honderd keer sneller moeten kunnen gaan dan met radiocommunicatie.

## Missieplan en tijdlijn
In 2014 werd aan de NASA een missie naar Psyche voorgesteld. Een team onder leiding van Lindy Elkins-Tanton van de School for Earth and Space Exploration van de Arizona State University presenteerde een concept voor een ruimtesonde naar Psyche. Het team argumenteerde dat Psyche een waardevol object voor studie zou zijn, omdat het het enige metaalachtige ruimte-object is dat tot nu toe werd ontdekt. Psyche zou ook voor 10 triljoen (10 × 1018) dollar aan waardevolle metalen bevatten zoals nikkel en platina.
Het ruimtevaartuig zou 20 maanden in een baan rond Psyche moeten draaien, en dan de topografie, oppervlaktekenmerken, zwaartekracht, magnetisme en andere kenmerken bestuderen. Het zal gebruik maken van bestaande technologie, waardoor hoge kosten en de noodzaak om nieuwe technologieën te ontwikkelen worden vermeden. De Psyche-sonde is uitgerust met vier ionenmotoren die gebruik maken van het hall-effect. Met deze elektrische stuwraketten (solar electric thrusters) verbruikt het ruimtevaartuig slechts 10% van de stuwstof die het met conventionele chemische aandrijving nodig zou hebben. De benodigde energie wordt geleverd door de 75 m² grote zonnepanelen. Psyche bevatte bij de lancering 1085,5 kg xenongas als stuw stof voor de ionenmotoren. Dat is de grootste hoeveelheid xenon die ooit werd gelanceerd.
In het oorspronkelijke plan was de lancering voorzien in 2023. Op 24 mei 2017 maakte NASA bekend de missie in 2022, een jaar eerder, te willen lanceren. Deze eerdere lancering zou een vluchttijdverkorting van drie jaar opleveren doordat een effectievere baan gevolgd kon worden. De sonde zou dan al in 2026 bij Psyche 16 te arriveren in plaats van in 2029.
Op 28 februari 2020 contracteerde NASA’s Launch Services Program SpaceX om Psyche in 2022 met een Falcon Heavy naar de gelijknamige planetoïde te lanceren. Dit is de eerste Falcon Heavy-lancering die NASA boekte. Op vlucht STP-2 had NASA wel enkele satellieten, maar die lancering was door de USAF geboekt. De raket zal in de gedeeltelijk herbruikbare modus vliegen waarbij de sideboosters terug naar land vliegen en de centercore expendable is.
In juni 2022 kondigde NASA aan dat het de geplande lanceerpoging in 2022 niet zou halen. Door late levering van de vluchtsoftware en testapparatuur van het ruimtevaartuig had NASA niet voldoende tijd om de tests af te ronden vóór 11 oktober 2022, het einde van een gunstige lanceerperiode. Gevolg van deze vertraging is dat de sonde minstens drie jaar later bij de planetoïde zal aankomen. Ook kon een tweede NASA-missie genaamd JANUS die aanvankelijk samen met Psyche zou worden gelanceerd niet meer mee liften omdat Psyche nu een ander traject volgt dat de missie van JANUS onmogelijk maakt. JANUS werd in juli 2023 definitief geannuleerd. Bijgevolg blijven de voor JANUS bedoelde slotten op de vrachtadapter onder de Psyche-sonde leeg. Anno 2024 zoekt NASA een nieuwe missie voor de twee JANUS-sondes.

### Lanceercampagne
In september 2023 werd gewerkt aan de voorbereiding van een lancering die voor 5 oktober stond gepland. Uit de Flight Readinnes Review van 28 september bleek dat men een week extra nodig had om een per toeval ontdekt probleem besturingsparameters van de stikstofstuwers van de sonde te repareren. De fabrikant van de stuwers bleek incorrecte data aan NASA te hebben geleverd. NASA prijst zichzelf gelukkig dat dit tijdig werd ontdekt.
De lancering werd daarop uitgesteld naar 12 oktober. Ondertussen werd die lanceerdatum bedreigt door een mogelijke government shutdown die op 30 september op het laatste moment werd afgewend.
Op 29 september werd de Falcon Heavy, nog zonder zijn neuskegel en vracht naar de lanceerplaats gereden en overeind gezet voor een voorbereidende statische start waarbij de 27 motoren van de eerste trap voor enkele seconden worden gestart om de startsequentie van de drie boosters te testen. De statische start werd de volgende dag uitgevoerd. In de vroege ochtend van 6 oktober werd de vrachtkegel met daarin Psyche vanuit de clean room in Titusville naar de horizontale integratie faciliteit van lanceercomplex 39A gebracht en in de dagen daarna op de raket gemonteerd. Op 10 oktober werd de inmiddels complete raket weer naar het platform gereden om in de daarop volgende nacht overeind te worden gezet. Op 11 oktober bleek de weersverwachting voor 12 oktober zo ongunstig dat deze met een dag werd uitgesteld. Op 13 oktober 2023, om 14:19:43 UTC werd Psyche gelanceerd. Na een periode van ruim 40 minuten in een parkeerbaan om de aarde werd de motor van de tweede trap herstart. Na 56 minuten bereikte de tweede trap met Psyche het gewenste traject richting Mars. Psyche zal in mei 2026 langs die planeet vliegen om middels een zwaartekrachtsslinger de juiste snelheid en koers te krijgen om de planetoïde te bereiken. 62 minuten na de lancering werd de sonde van de tweede trap losgekoppeld waarmee de lancering succesvol was afgerond.